# I'm Going to Tell You a Secret
I'm Going to Tell You a Secret — музичний альбом Мадонни. Виданий 20 червня 2006 року разом з однойменним документальним фільмом під лейблом Warner Bros. Records. Загальна тривалість композицій становить CD — 65:59, документального фільму на DVD — 127:35.

## Перелік треків

### CD
| #   | Назва                                  | Автор                                 | Тривалість |
| --- | -------------------------------------- | ------------------------------------- | ---------- |
| 1.  | «The Beast Within» (Live)              | Lenny Kravitz, Ingrid Chavez; Madonna | 5:04       |
| 2.  | «Vogue» (Live)                         | Madonna, Shep Pettibone               | 5:31       |
| 3.  | «Nobody Knows Me» (Live)               | Madonna, Mirwais Ahmadzaï             | 4:04       |
| 4.  | «American Life» (Live)                 | Madonna, Ahmadzaï                     | 5:21       |
| 5.  | «Hollywood (Remix)» (Live)             | Madonna, Ahmadzaï                     | 3:59       |
| 6.  | «Die Another Day» (Live)               | Madonna, Ahmadzaï                     | 4:03       |
| 7.  | «Lament» (Live)                        | Andrew Lloyd-Webber, Tim Rice         | 2:27       |
| 8.  | «Like a Prayer» (Live)                 | Madonna, Patrick Leonard              | 5:22       |
| 9.  | «Mother and Father» (Live)             | Madonna, Ahmadzaï                     | 5:21       |
| 10. | «Imagine» (Live)                       | John Lennon                           | 3:51       |
| 11. | «Susan MacLeod/Into the Groove» (Live) | Madonna, Stephen Bray, Donald MacLeod | 7:19       |
| 12. | «Music» (Live)                         | Madonna, Ahmadzaï                     | 4:54       |
| 13. | «Holiday» (Live)                       | Curtis Hudson, Lisa Stevens           | 5:44       |
| 14. | «I Love New York» (Demo Rock Version)  | Madonna, Stuart Price                 | 2:52       |

### Документальний фільм на DVD
Живі виконання пісень
1. "The Beast Within" (Вступні титри)
2. "Vogue"
3. "American Life"
4. "Mother and Father" (Зміксовано з "Intervention")
5. "Nobody Knows Me"
6. "Music"
7. "Hollywood" (Remix)
8. "Lament" (З фільму Евіта)
9. "Like a Prayer"
10. "Holiday"
11. "Imagine"

DVD розділи/Міста
1. "Вступ"
2. "Лос-Анджелес"
3. "Нью-Йорк"
4. "Чикаго"
5. "Лас-Вегас"
6. "Маямі"
7. "Лондон"
8. "Дублін"
9. "Париж"
10. "Лісабон"
11. "Ізраїль"
12. "Кінцеві титри"

DVD Bonus material
1. "Мотопроїздка"
2. "Інша сторона"
3. "Стів та Стюарт в Лос-Анджелесі"
4. "Вокальний тренер"
5. "Хаос"
6. "Вечірка на День народження"
7. "Французька трилогія"
8. "Стів та Стюарт в Парижі"
9. "Обличчя гітаристів від Монте"
10. "Співи фанатів у Парижі"
11. "Після концерту"
12. "Стіна плачу"

### Формати
- CD/DVD — дводискова digipak версія, що містить документальний фільм на DVD та вибрані записи з концерту на CD.
- DVD — DVD keep case з записом документального фільму.
- Digital download — аудіозапис концерту.

Додаткова інформація:
- Записано наживо у Парижі 4 та 5 вересня 2004 року.
- Звукова режисура: Stuart Price.